# Синкинг Спринг (Пенсилванија)
Синкинг Спринг (енгл. Sinking Spring) град је у америчкој савезној држави Пенсилванија.

## Демографија
По попису из 2010. године број становника је 4.008, што је 1.369 (51,9%) становника више него 2000. године.
| Група             | 2000.         | 2010.         |
| Белци             | 2.488 (94,3%) | 3.239 (80,8%) |
| Афроамериканци    | 28 (1,1%)     | 257 (6,4%)    |
| Азијати           | 21 (0,8%)     | 98 (2,4%)     |
| Хиспаноамериканци | 72 (2,7%)     | 356 (8,9%)    |
| Укупно            | 2.639         | 4.008         |